# Düna-Zeitung (Feldzeitung)
Die Düna-Zeitung war eine im Ersten Weltkrieg als halbwöchentliche Feldzeitung erschienene Publikation an der Kurlandfront: Nr. 1 (9. März 1916) – Nr. 140 (31. Oktober 1917): Frontzeitung der 41. Infanteriedivision bis Oktober 1916, danach fortgeführt bis zum Ende von der 105. Infanteriedivision.
Die Feldzeitung entwickelte sich nach Anregung durch den Generalstabsoffizier Hauptmann von Kalckreuth, der Hans Gränitz, (Artillerie-)Leutnant der Reserve und früherer Schriftleiter der Leipziger Neuesten Nachrichten, mit Aufbau und Durchführung im Januar 1916 beauftragte. Die 41. ID stand seit Sommer 1915 an der Düna, zuletzt am Pixternsee, südwestlich von Jakobstadt, und wurde seit 26. Oktober 1916 nach Rumänien verlegt. Die Auflage betrug zeitweilig 4300 Exemplare (41. ID) und später ca. 3500.
Standort für die kleinformatige Zeitung (19,5 × 24,5 cm) wurde eine beschädigte Scheune nahe der Pioniereinheit 26 in Stalten, nahe Sonnaxt. Maschinen und Lettern  stammten aus den kurländischen Städten Schaulen, Libau und Mitau; das Papier kam aus Stettin; gedruckt wurde auf einer Liberty-Presse. Der Zeitungsname  folgte einer früher in Riga erschienenen deutsch-russischen Zeitung. Der spätere Zeitungskopf stammte von dem Berliner Künstler Prof. Emil Doepler d. J. (1855–1922) und zeigt einen Ritter mit Schild und Wappen des Deutschen Ordens.
Die Schriftleiter waren Hans Gränitz, später kurzzeitig R. Martin, Weichel, Tellmann und zuletzt Oberleutnant Caesar, Ordonnanzoffizier beim Divisionsstab; er hatte zuvor die „Deutsche Kriegszeitung von Baranowitschi“ aufgebaut und geleitet. Mitarbeiter waren: 1 Faktor (Uffz.), 2 Drucker und 4 Setzer. Die technische Leitung lag zuletzt bei dem Vizewachtmeister Färber, vorher bei den Kieler Neuesten Nachrichten.